# Voacanga

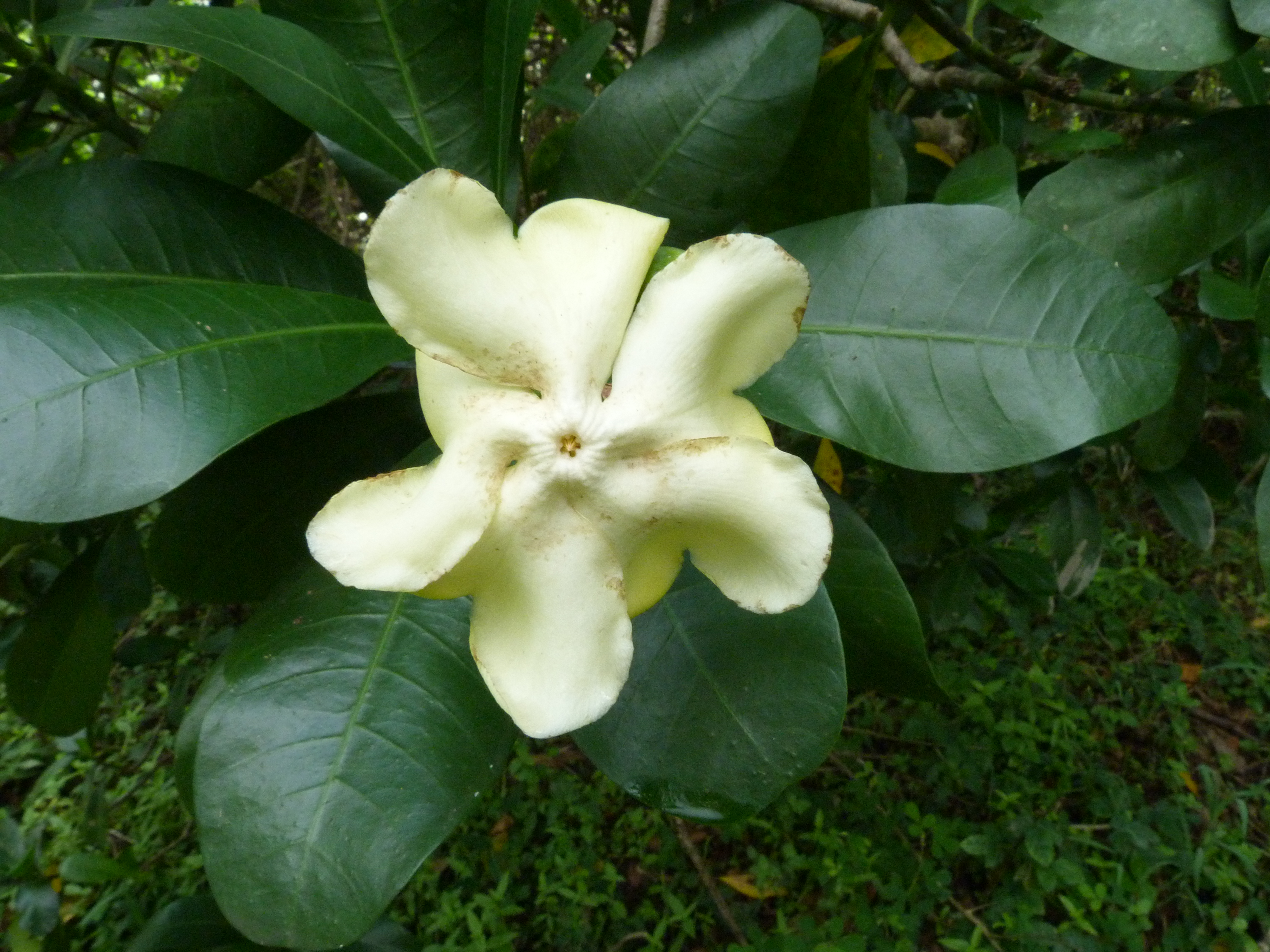
Ejemplo de una flor rotácea siniestra: Voacanga thouarsii, en Tanzania

Voacanga es un género de planta con flor   perteneciente a  la familia de las Apocynaceae. Es originaria de las regiones tropicales de África, Madagascar, Malasia y Queensland en Australia. Comprende 44 especies descritas y de estas, solo 13 aceptadas.

## Taxonomía
El género  fue descrito por Louis-Marie Aubert du Petit-Thouars y publicado en Genera Nova Madagascariensia, vol. 10, 1806.

## Especies aceptadas
A continuación se brinda un listado de las especies del género Voacanga aceptadas hasta octubre de 2013, ordenadas alfabéticamente. Para cada una se indica el nombre binomial seguido del autor, abreviado según las convenciones y usos.
- Voacanga africana Stapf ex Scott-Elliot, J. Linn. Soc. (1894)
- Voacanga bracteata Stapf (1894)
- Voacanga caudiflora Stapf (1904)
- Voacanga chalotiana Pierre ex Stapf (1902)
- Voacanga foetida (Blume) Rolfe (1883)
- Voacanga globosa (Blanco) Merr., Philipp. J. Sci. (1909)
- Voacanga gracilipes (Miq.) Markgr. (1935)
- Voacanga grandifolia (Miq.) Rolfe (1883)
- Voacanga havilandii Ridl. (1926)
- Voacanga megacarpa Merr., Philipp. J. Sci. (1912)
- Voacanga pachyceras Leeuwenb. (1985)
- Voacanga psilocalyx Pierre ex Stapf (1902)
- Voacanga thouarsii Roem. & Schult. (1819)